# Ponera glomerata
Ponera glomerata är en orkidéart som beskrevs av Donovan Stewart Correll. Ponera glomerata ingår i släktet Ponera och familjen orkidéer. Inga underarter finns listade i Catalogue of Life.